# Оксидація за Фетизоном

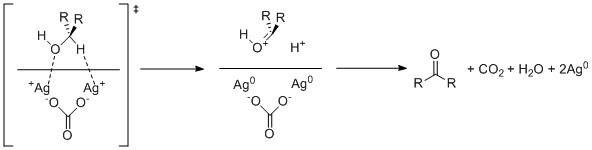

Оксидація за Фетизоном (рос. окисление Фетизона, англ. Fetizon oxidation) — вибіркова оксидація за допомогою Ag2CO3 (в бензені, на цеоліті) лише найбільш активної спиртової групи в альдегідну або кетонну при наявності в молекулі менш активних, або оксидація вторинних ОН груп у присутності первинних.